# کاروان کش

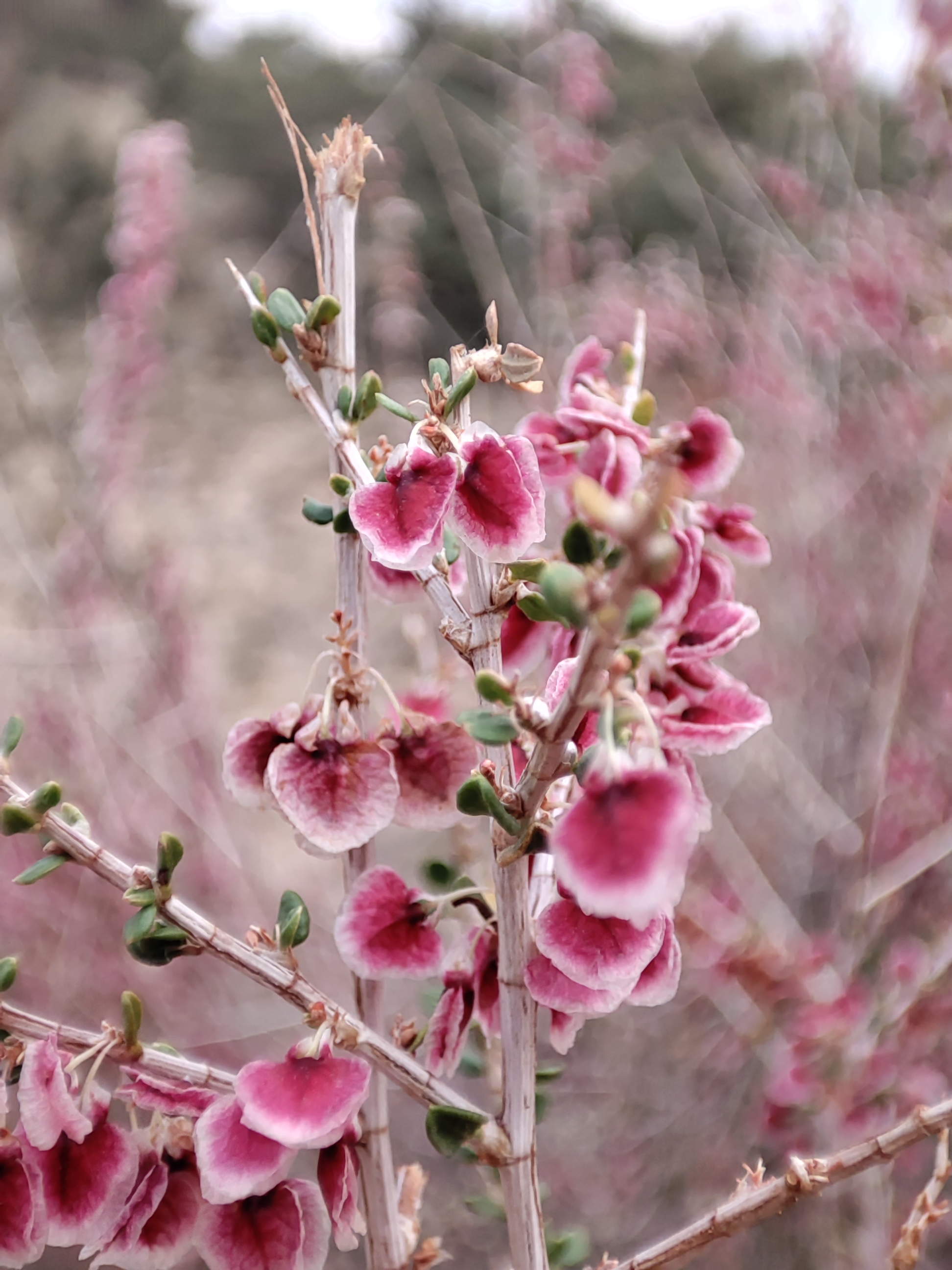
گل گیاه آترفکسیس ال، فارس

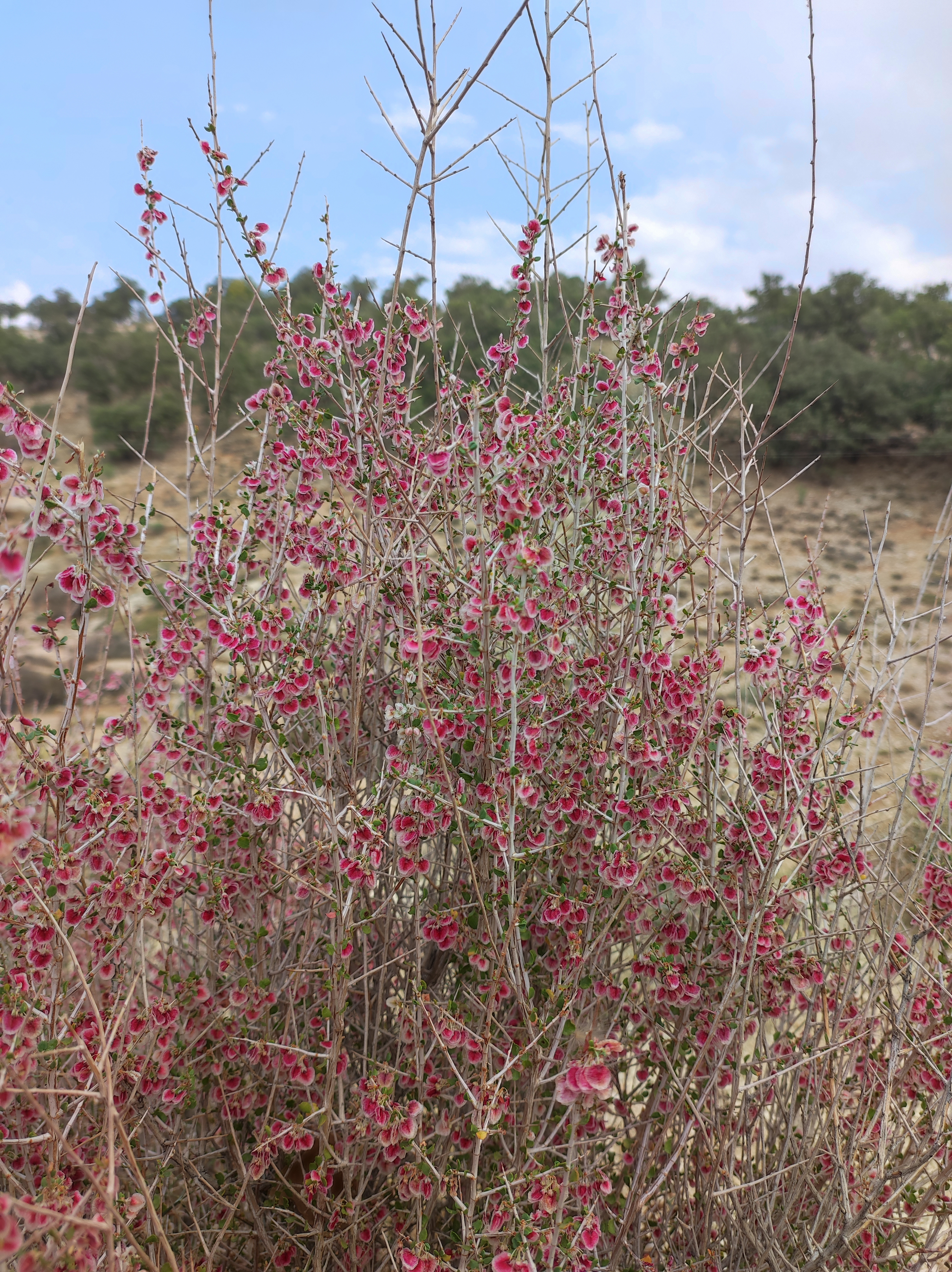
گیاه آترفکسیس ال، فارس

کاروان کش (نام علمی: Atraphaxis) نام یک سرده از تیره هفت‌بندیان است.